# Juegos de los BRICS 2024
Los Juegos de los BRICS 2024, también Juegos del BRICS 2024 o simplemente Juegos BRICS 2024, oficialmente Juegos Deportivos BRICS, fueron una competición multideportiva que tuvo lugar del 12 al 23 de junio de 2024 en Kazán, la capital de Tartaristán, Federación de Rusia. Fue organizada por los países miembros de la asociación BRICS y celebrados en la ciudad rusa por la presidencia de este país del foro durante 2024.
Fue la 5.ª edición de los Juegos, tras los Juegos del año anterior en Durban (Sudáfrica), aunque la primera edificón oficial de los Juegos con más de 10 disciplinas deportivas.

## Calendario
Los juegos comenzaron oficialmente el 12 de junio y duraron hasta el 23 de junio, aunque hubo eventos relacionados con los mismos desde el 11 hasta el 25 de junio.
| A | Apertura |  | Entrenamientos |  | Preliminares | # | Eventos finales | I | Inicio | F | Final | C | Clausura |

## Participantes
Más de 60 países, entre reconocidos y no reconocidos, fueron invitados a participar en estos juegos. Para el 1 de junio de 2024, habían confirmado su asistencia representantes de 97 países. En la ceremonia de apertura, se anunció la participación de 89 países, aunque algunos de los anunciados cuyas banderas desfilaron, no habían enviado delegación. Las delegaciones más numerosas fueron las de Rusia, Brasil y China, los tres de ellos miembros de los BRICS. Varios medios apuntaron a que las delegaciones de muchos países no contaban con deportistas de primera clase, a excepción de las de Rusia, Bielorrusia y Brasil, que sí mandaron a sus mejores deportistas a competir.
| País (o territorio)    | N.º de participantes |
| ---------------------- | -------------------- |
| Abjasia                | 58                   |
| Afganistán             | 27                   |
| Argentina              | 4                    |
| Armenia                | 35                   |
| Azerbaiyán             | 98                   |
| Baréin                 | 22                   |
| Bielorrusia            | 409                  |
| Brasil                 | 110                  |
| Bulgaria               | 3                    |
| Burkina Faso           | 13                   |
| Camboya                | 5                    |
| China                  | 122                  |
| Colombia               | 8                    |
| Corea del Norte        | 12                   |
| Cuba                   | 17                   |
| Ecuador                | 3                    |
| Egipto                 | 35                   |
| Guinea Ecuatorial      | 1                    |
| Eritrea                | 8                    |
| Etiopía                | 56                   |
| Ghana                  | 2                    |
| India                  | 142                  |
| Indonesia              | 2                    |
| Israel                 | 4                    |
| Irak                   | 10                   |
| Irán                   | 55                   |
| Jordania               | 2                    |
| Kazajistán             | 118                  |
| Kuwait                 | 2                    |
| Kirguistán             | 142                  |
| Líbano                 | 3                    |
| Malasia                | 6                    |
| Mali                   | 4                    |
| Moldavia               | 12                   |
| Mongolia               | 17                   |
| Nigeria                | 2                    |
| Pakistán               | 17                   |
| Palestina              | 1                    |
| República Srpska       | 63                   |
| Rusia                  | 642                  |
| Serbia                 | 3                    |
| Somalia                | 1                    |
| Sudáfrica              | 33                   |
| Osetia del Sur         | 25                   |
| Siria                  | 25                   |
| Tayikistán             | 80                   |
| Tailandia              | 27                   |
| Túnez                  | 3                    |
| Turquía                | 3                    |
| Emiratos Árabes Unidos | 45                   |
| Uzbekistán             | 270                  |
| Venezuela              | 35                   |
| Vietnam                | 8                    |
| Zambia                 | 1                    |

### Participantes no oficiales
Antes y durante el evento, se anunciaron como participantes una serie de países que no habían aceptado la invitación, pero de los que supuestamente había deportistas o que igualmente se publicitaron durante el evento. Estos países fueron:
| País anunciado en la web (o País cuya bandera estuvo en la ceremonia) | N.º de participantes |
| --------------------------------------------------------------------- | -------------------- |
| Alemania                                                              | 3                    |
| Argelia                                                               | 1                    |
| Bangladés                                                             | 5                    |
| Chad                                                                  | 1                    |
| Chile                                                                 | 2                    |
| Corea del Sur                                                         | 6                    |
| Croacia                                                               | 2                    |
| Eslovaquia                                                            | 2                    |
| España                                                                | Desc.                |
| Francia                                                               | 3                    |
| Gabón                                                                 | 2                    |
| Georgia                                                               | 6                    |
| Hungría                                                               | 2                    |
| Italia                                                                | 5                    |
| Japón                                                                 | 6                    |
| Lituania                                                              | 1                    |
| Marruecos                                                             | 1                    |
| México                                                                | 5                    |
| Namibia                                                               | 3                    |
| Paraguay                                                              | 4                    |
| Perú                                                                  | 3                    |
| Portugal                                                              | 4                    |
| Reino Unido                                                           | 2                    |
| Rumania                                                               | 2                    |
| Senegal                                                               | 5                    |
| Suazilandia                                                           | 2                    |
| Suiza                                                                 | 2                    |
| Togo                                                                  | 1                    |
| Uganda                                                                | 4                    |
| Yemen                                                                 | 1                    |
| Zimbabue                                                              | Desc.                |

Además, hubo también un World Team (en inglés: Equipo Mundial) que al igual que Afganistán, fue representado por una bandera con el logo de los juegos, formado únicamente por dos atletas, Denis Pajomov y Ekaterina Tagieva que participaron en Rock and roll acrobático.